# یادواره روسالکا

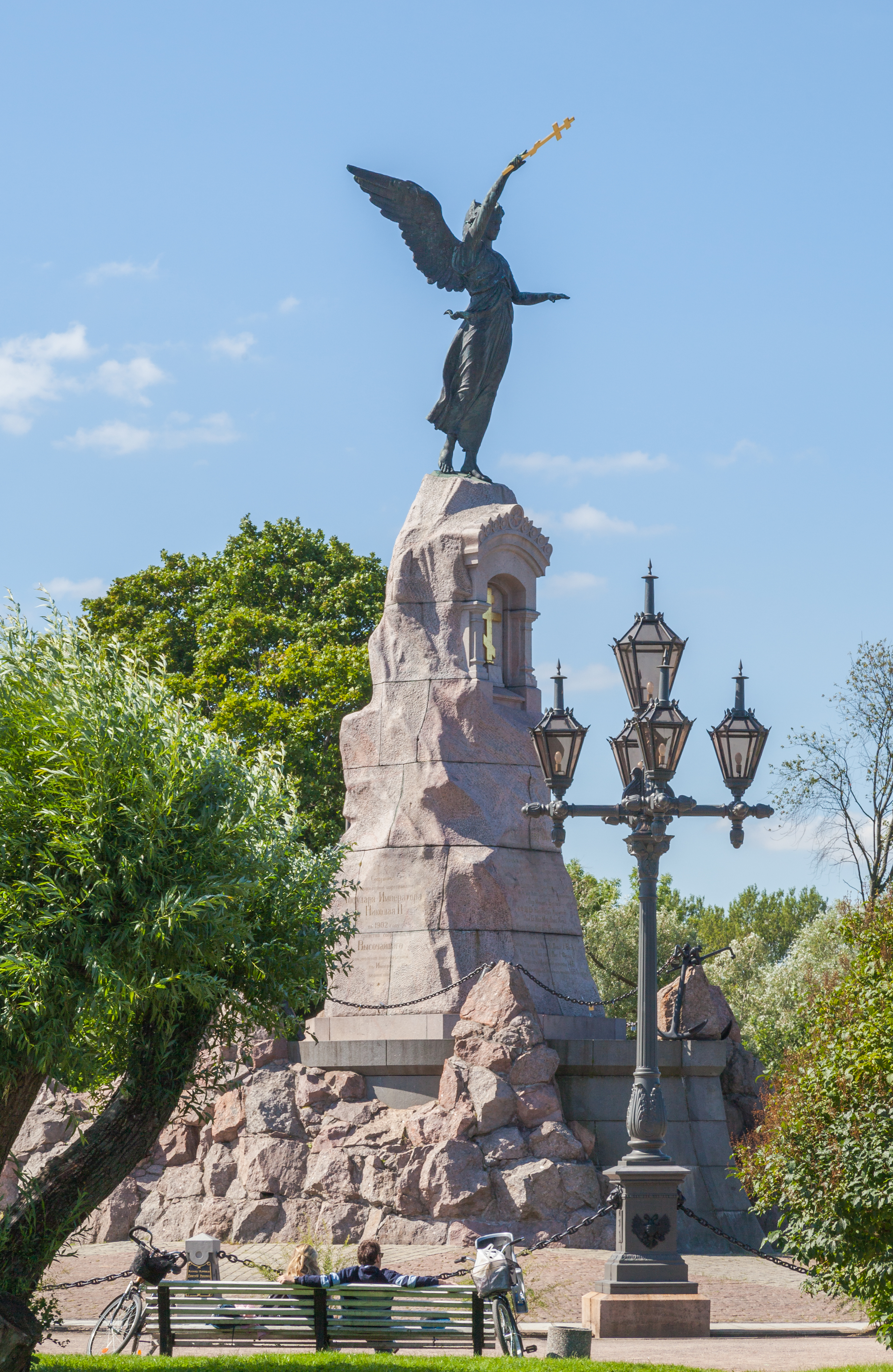
یادواره روسالکا

یادواره روسالکا (استونیایی: Russalka mälestussammas) یک یادواره و مجسمه در شهر تالین، استونی است.
این یادواره که توسط آماندوس آدامسون در سال ۱۹۰۲ با جنس برنز ساخته شده در منطقه کادریورگ، تالین واقع شده است. این اثر یادبود کشتی غرق شده روسالکا در خلیج فنلاند (۱۸۹۳) است.

## نگارخانه

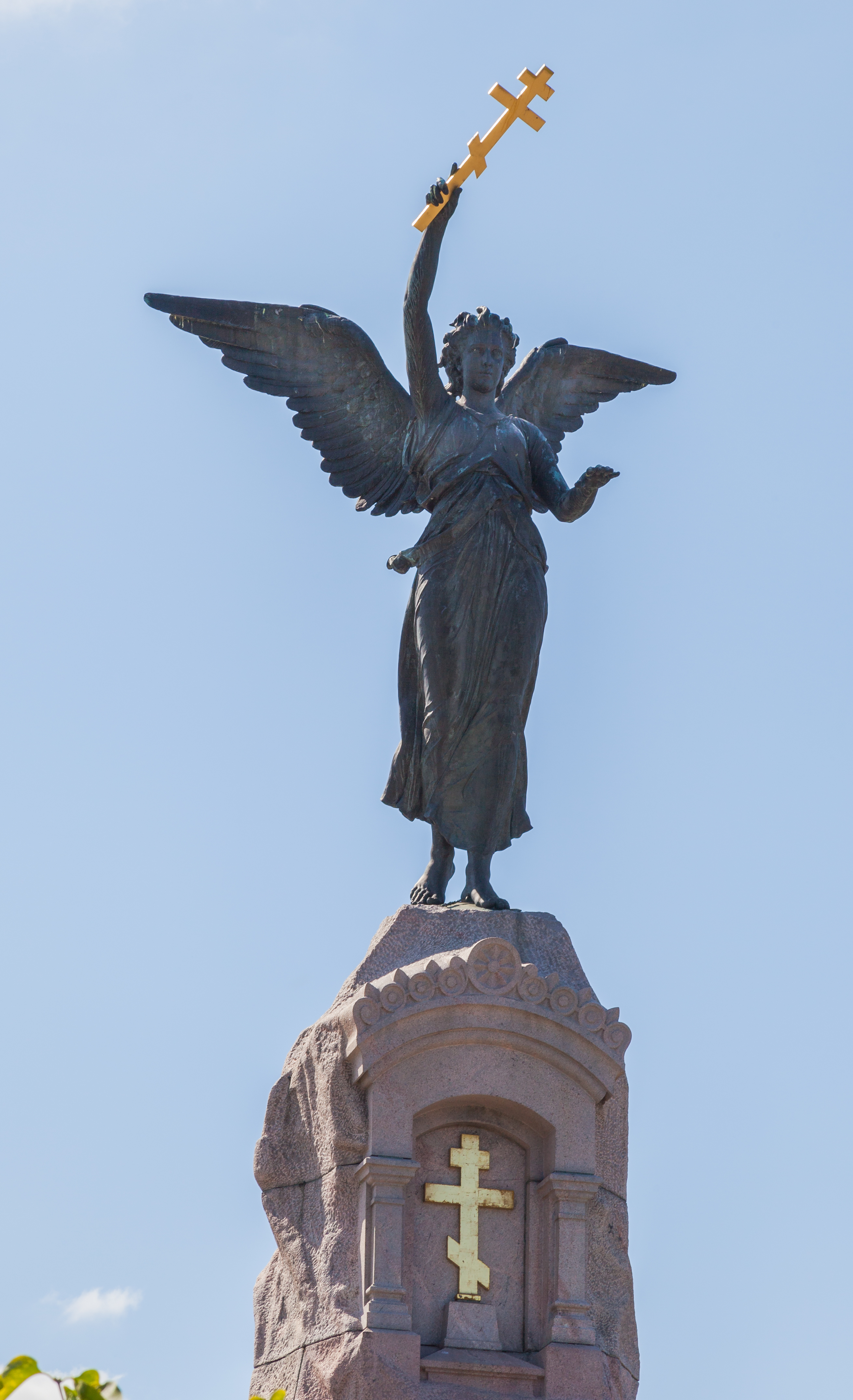
Russalka Memorial against the summer sky.
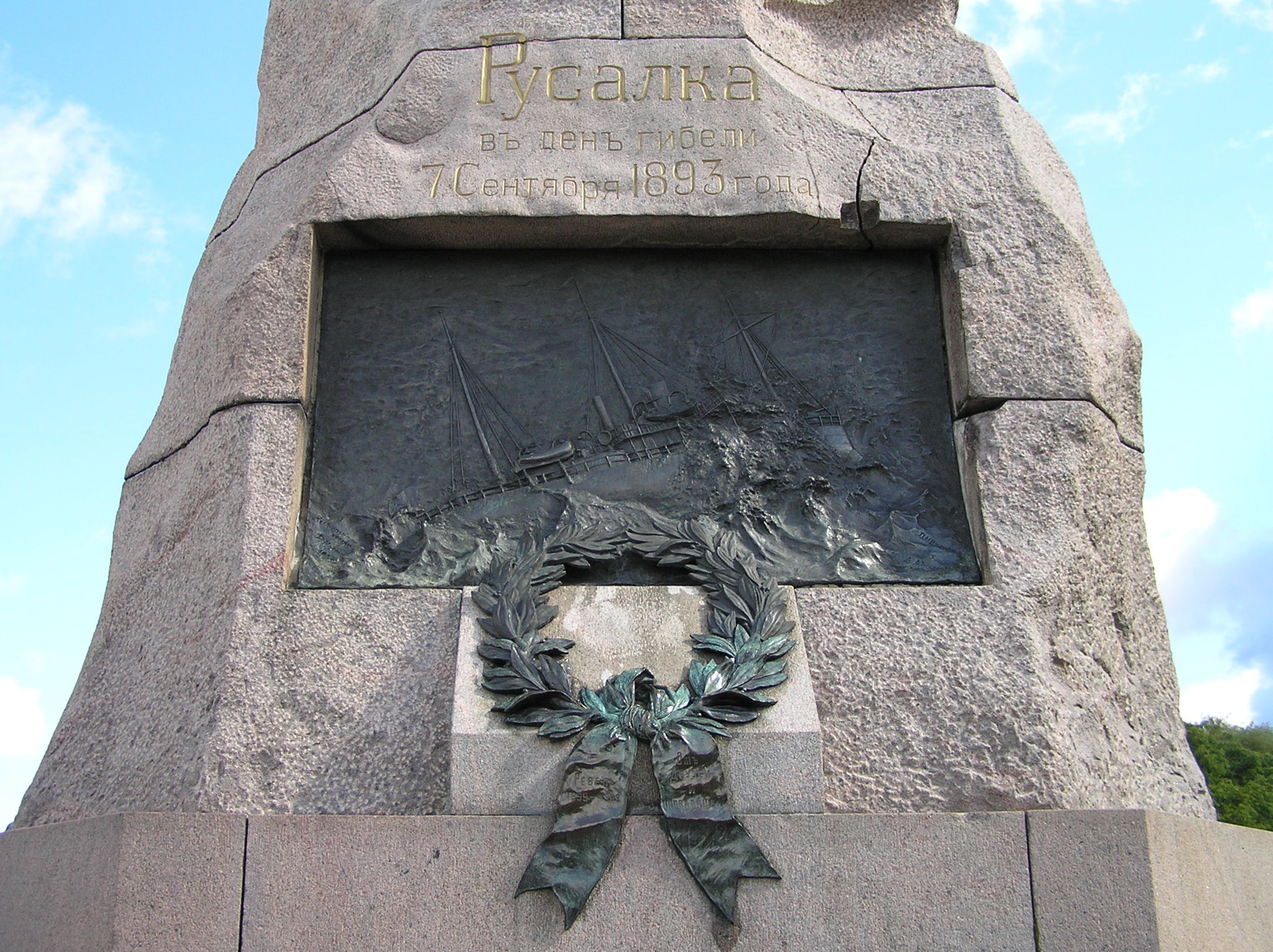
Sailors of the battleship Rusalka.
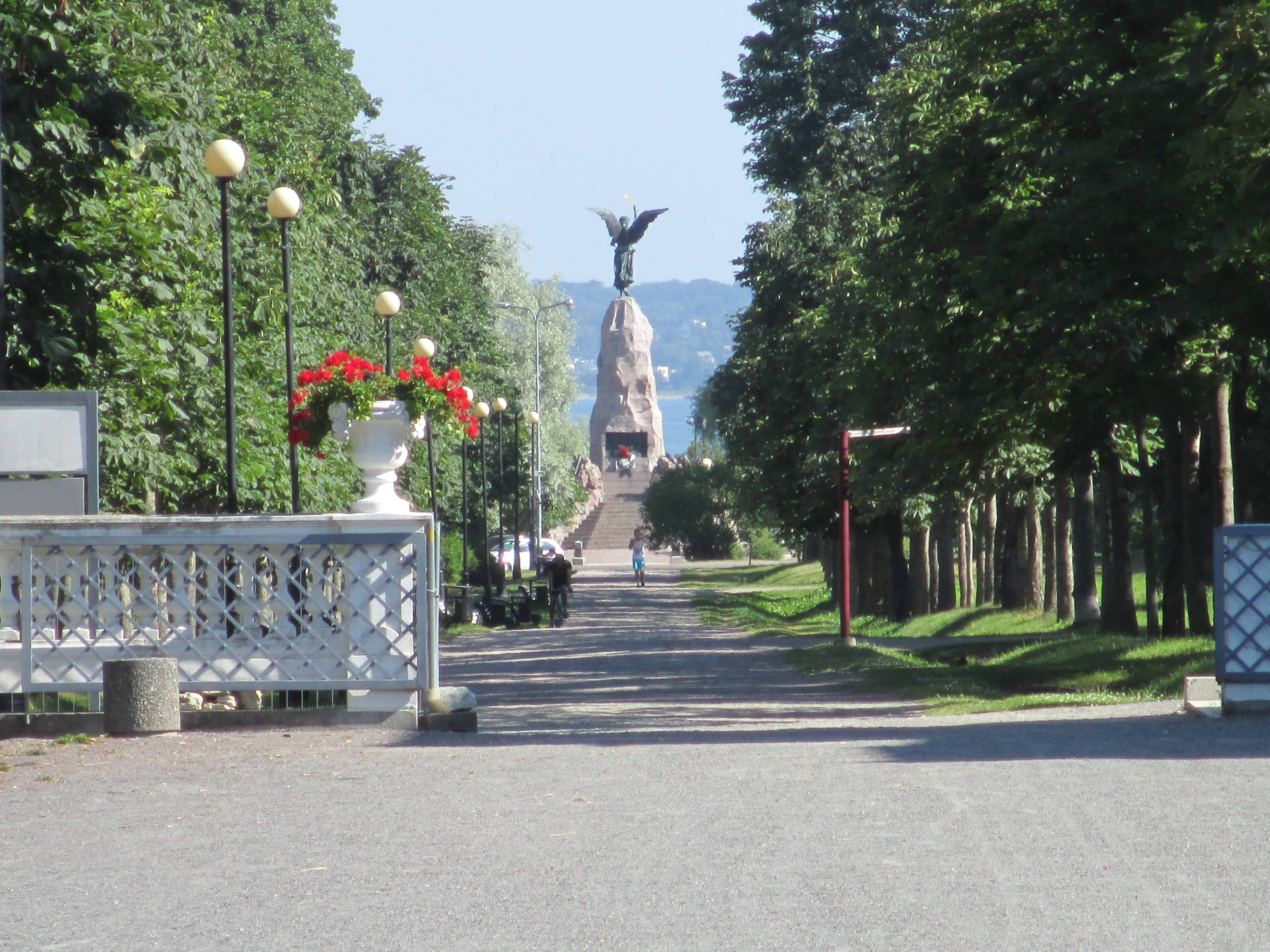
View from Kadriorg Park.
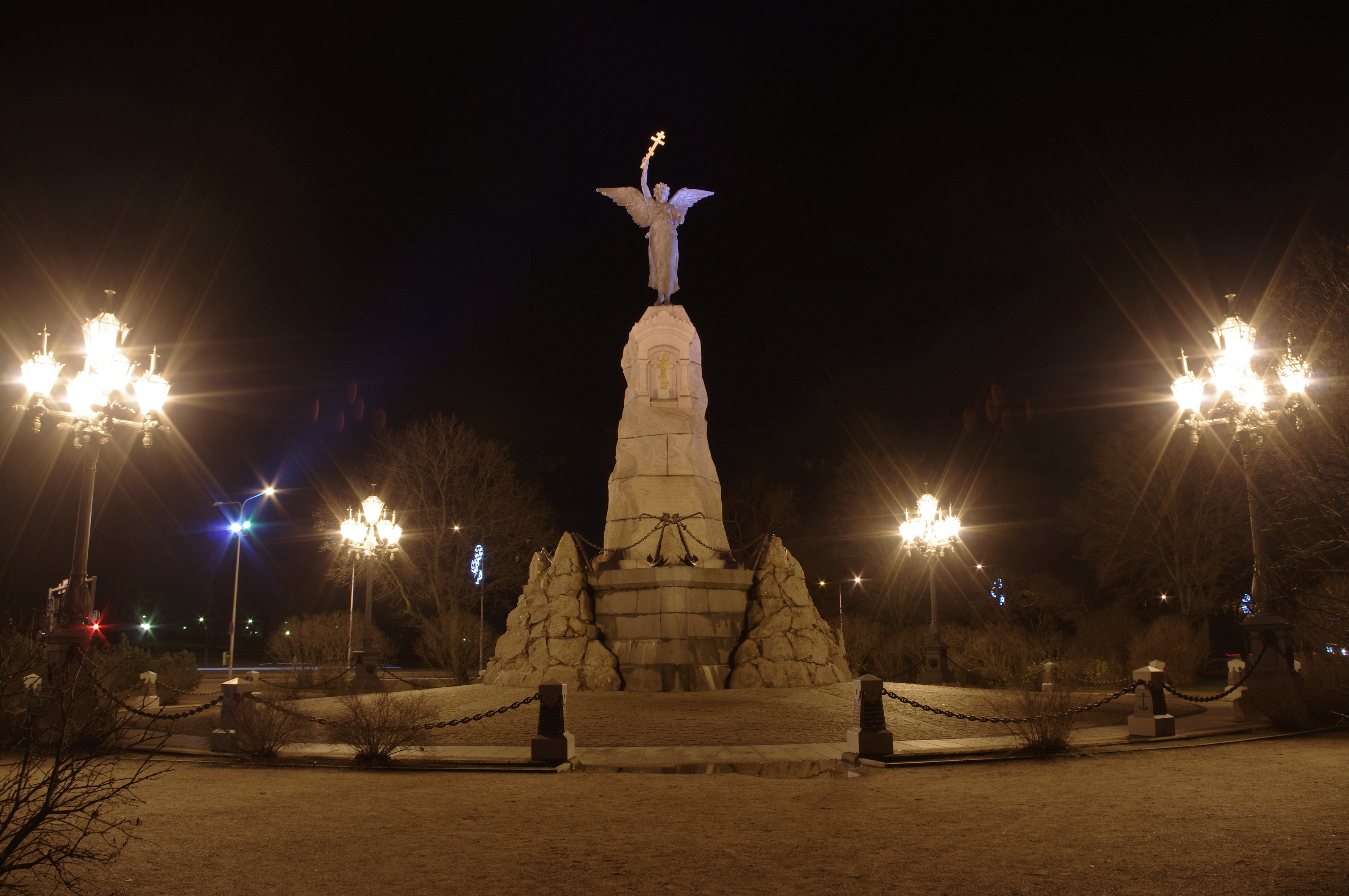